# Aphrodite (producer)
Aphrodite is de belangrijkste werknaam voor drum-'n-bass-producer Gavin King uit Londen. Hij werd vooral bekend van de platen King of the beats (1996) en Summer Breeze (1997). Ook maakte hij de hit Some Justice als deel van Urban Shakedown. Hij werkt vaak samen met producer Mickey Finn (producer). Hij is ook eigenaar van Aphrodite Recordings. 

## Urban Shakedown
King wordt geboren in Aberystwyth, maar verhuist in zijn kinderjaren naar Londen. In 1991 vormt hij met Claudio Giussani de groep Urban Shakedown. Samen met Mickey Finn (producer) produceren ze het nummer Some Justice, dat samples gebruikt van Ce Ce Rogers. Het nummer weet de Britse top 40 te bereiken. Het nummer is gemaakt met een muziekprogramma op een Amiga. Het Amiga Format-magazine plaatst een artikel over het duo naar aanleiding van het succes. In 1995 doet een nieuwe versie dat nog eens dunnetjes over. Tussen 1991 en 1995 verschijnen er nog een reeks Urban Shakedown-singles, waarna het duo uiteen gaat.

## Aphrodite
Vanaf 1992 brengt hij ook solotracks uit onder de naam Aphrodite. Die brengt hij deels uit op zijn eigen label Aphrodite Recordings, dat hij in 1992 opricht. Vanaf 1995 is het de belangrijkste naam voor zijn uitingen. Zo nu en dan duikt ook Mickey Finn weer op bij zijn producties. Een andere naam is Amazon II. Onder dit alter ego komt in 1996 King of the beats uit, dat een populaire plaat is in de opkomende drum-and-bass-scene. In 1997 verschijnt het compilatiealbum Aphrodite Recordings, waar ook singles van zijn andere projecten op staan. In 1998 maakt hij een remix van Jungle Brother van Jungle Brothers, hiermee bereikt hij opnieuw de Britse hitlijsten. Hij mixt ook de compilaties Atmospheric Drum & Bass Vol. II (1997) en Full Force (1997).  
In 1999 verschijnt het zijn echte debuutalbum, dat geen titel heeft. Enkele oudere tracks, zoals King of the beats, krijgen daarop ook een plek. De belangrijkste single is Summer Breeze, een cover van de The Isley Brothers. Oorspronkelijk was het nummer al in 1997 verschenen als Alladin. Mede door een deephouseversie van The Stickmen, verschijnt het op diverse compilatiealbums.  
Op het album Aftershock (2002) doet hij enkele samenwerkingen met vocalisten waaronder Big Daddy Kane, Barrington Levy, Miss Bunty, Schoolly D en Beverley Knight. Het ambitieuze album verkoopt goed in eigen land. Daarna verschijnen de mixcompilaties Urban Junglist (2003) en Overdrive (2005).    
Na een tijd zonder nieuw album komt in 2017 het album Break in Reality, dat een aan elkaar gemixt geheel is en dezelfde koers vaart als de voorgangers. Ook hier is Beverley Knight weer aanwezig. Na 2009 produceert hij nauwelijks nog nieuwe muziek. Al brengt hij op zijn label wel vele compilaties met oude tracks uit.

## Discografie

### Albums
- Aphrodite - Recordings  (1997)
- Aphrodite (1999)
- Aftershock (2002)
- Break in Reality (2007)

- Gemeinsame Normdatei: 13513787X
- International Standard Name Identifier: 0000 0000 9928 2706
- Library of Congress Control Number: no2011041574
- MusicBrainz: 84800c46-2211-43e0-8a87-bdcbecf91932
- Virtual International Authority File: 147329597
- WorldCat: E39PBJjmVF6FPJkcBqVWccj6Kd